# Hofanlage An der Mühle 3
Die Hofanlage An der Mühle 3, der Mühlenhof in der niedersächsischen Gemeinde Worpswede, stammt aus der Mitte des 19. Jahrhunderts. Aktuell (2025) wird das Gebäude auch zum Wohnen genutzt.
Die Gebäude stehen unter Denkmalschutz (siehe auch Liste der Baudenkmale in Worpswede).

## Geschichte und Beschreibung
Die Hofanlage besteht aus
- dem eingeschossigen giebelständigen Wohn- und Wirtschaftsgebäude von 1845 für Johann Steil und Ehefrau Anna (Inschrift) als Zweiständer-Hallenhaus in  Backstein, Mauerwerk weiß gestrichen; mit reetgedecktem Satteldach, an der Ostseite des Wohnteils kleiner rechtwinkliger Anbau,[2]
- der langgestreckten giebelständigen Scheune von um 1850 in Fachwerk mit Steinausfachungen, Walmdach, Uhlenloch und Querdurchfahrt.[3]

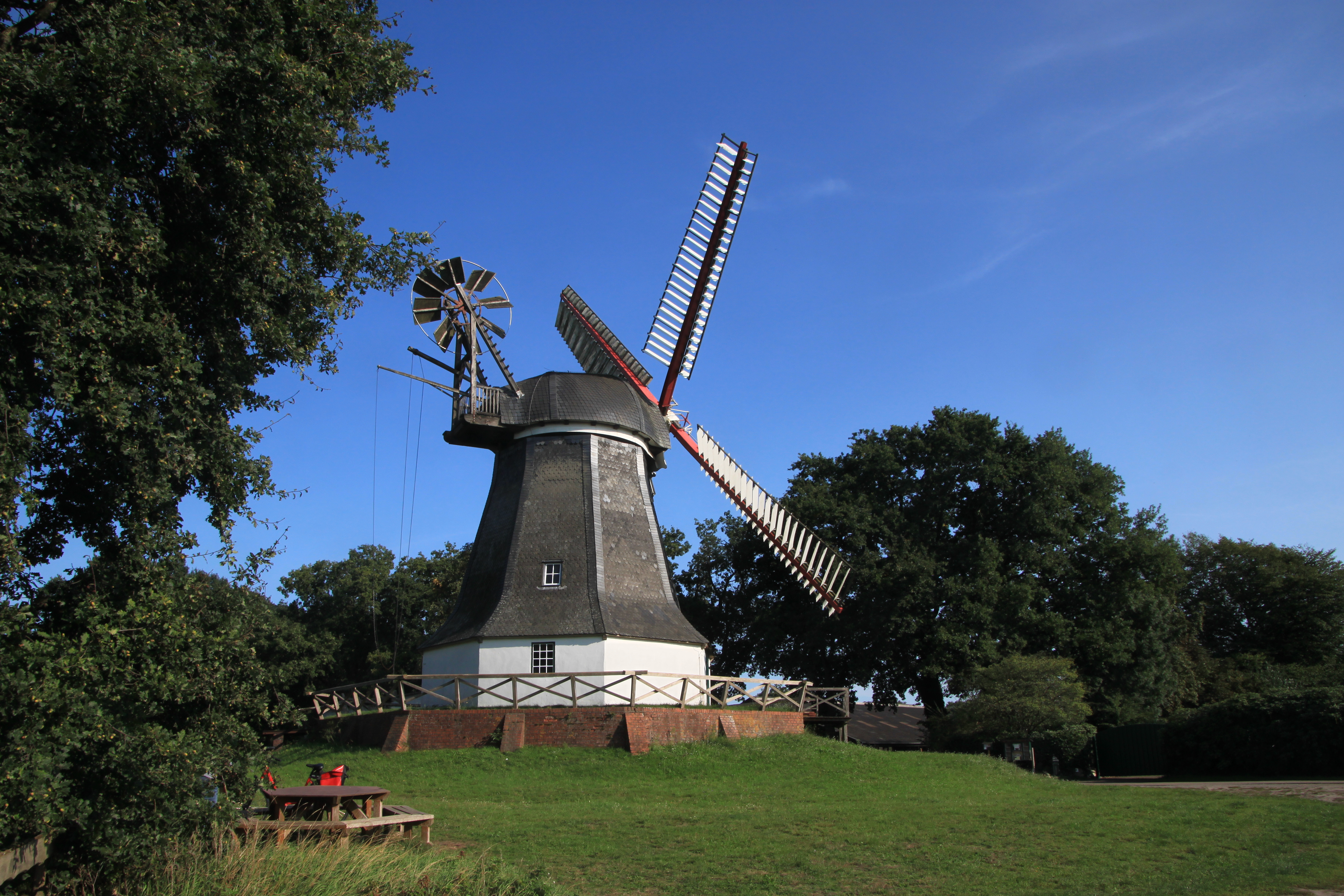
Windmühle Worpswede

Auf dem Mühlenhof stand seit 1701 eine Bockwindmühle und steht seit 1838 die Windmühle Worpswede, als ein betriebsbereiter Erdholländer.
Das Landesdenkmalamt befand u. a.: „…  der heute vorhandene Bau stammt, inschriftlich datiert, von 1838. Die Mühle auf einer leichten wallartigen Erhebung wird ergänzt durch ein Wohn-/Wirtschaftsgebäude und eine Scheune …“